# ACHL 1983/84
Die Saison 1983/84 war die dritte reguläre Saison der Atlantic Coast Hockey League. Während der regulären Saison sollten die sechs Teams jeweils 72 Spiele bestreiten, jedoch musste der Spielplan aufgrund des vorzeitigen, finanziell bedingten, Ausscheidens der Birmingham Bulls überarbeitet werden. In den Play-offs setzten sich die Erie Golden Blades durch und gewannen zum ersten Mal in ihrer Vereinsgeschichte die Bob Payne Trophy.

## Teamänderungen
Folgende Änderungen wurden vor Beginn der Saison vorgenommen:
- Die Virginia Raiders stellten den Spielbetrieb ein.
- Die Birmingham Bulls wurden als Expansionsteam in die Liga aufgenommen.
- Die Pinebridge Bucks wurden als Expansionsteam in die Liga aufgenommen.
- Die Nashville South Stars wurden während der laufenden Spielzeit nach Vinton, Virginia, umgesiedelt und änderten ihren Namen in Virginia Lancers.

## Reguläre Saison

### Abschlusstabelle
Abkürzungen: GP = Spiele, W = Siege, L = Niederlagen, T = Unentschieden, OTL = Niederlage nach Overtime, GF = Erzielte Tore, GA = Gegentore, Pts = Punkte
|                                        | GP | W  | L  | T | GF  | GA  | Pts |
| -------------------------------------- | -- | -- | -- | - | --- | --- | --- |
| Carolina Thunderbirds                  | 72 | 43 | 24 | 5 | 381 | 300 | 92  |
| Erie Golden Blades                     | 72 | 42 | 26 | 4 | 377 | 310 | 91  |
| Nashville South Stars/Virginia Lancers | 73 | 34 | 37 | 2 | 384 | 400 | 71  |
| Mohawk Valley Stars                    | 74 | 28 | 39 | 7 | 322 | 370 | 68  |
| Pinebridge Bucks                       | 72 | 25 | 47 | 0 | 329 | 422 | 52  |
| Birmingham Bulls                       | 3  | 2  | 1  | 0 | 17  | 8   | 4   |

## Playoffs
|  | Halbfinale | Halbfinale                             | Halbfinale |  |  | Finale | Finale                | Finale |
|  |            |                                        |            |  |  |        |                       |        |
|  |            |                                        |            |  |  |        |                       |        |
|  | 1          | Carolina Thunderbirds                  | 4          |  |  |        |                       |        |
|  | 4          | Mohawk Valley Stars                    | 1          |  |  |        |                       |        |
|  |            |                                        |            |  |  | 2      | Erie Golden Blades    | 4      |
|  |            |                                        |            |  |  | 1      | Carolina Thunderbirds | 1      |
|  | 2          | Erie Golden Blades                     | 4          |  |  |        |                       |        |
|  | 3          | Nashville South Stars/Virginia Lancers | 0          |  |  |        |                       |        |
|  |            |                                        |            |  |  |        |                       |        |